# 8번 염색체
8번 염색체(八番染色體, 영어: chromosome 8)는 사람의 23쌍의 염색체 중 하나이다. 사람은 일반적으로 이 염색체를 2개 가지고 있다. 8번 염색체는 약 1억 4,600만 개의 염기쌍(DNA의 구성 요소)으로 구성되어 있으며, 세포 내 전체 DNA의 4.5~5.0%를 차지한다.
8번 염색체 유전자의 약 8%는 뇌 발생 및 기능과 관련되어 있으며, 약 16%는 암과 관련되어 있다. 8p의 독특한 특징은 돌연변이율이 높은 것으로 보이는 약 15메가베이스의 영역이다. 이 영역은 사람과 침팬지 사이에서 상당한 차이를 보여주는데, 이는 이 영역의 높은 돌연변이율이 사람의 뇌의 진화에 기여했음을 시사한다.

## 같이 보기
- 7번 염색체
- 9번 염색체